# Nupserha vitticollis
Nupserha vitticollis es una especie de escarabajo longicornio del género Nupserha, tribu Saperdini, subfamilia Lamiinae. Fue descrita científicamente por Kolbe en 1893.

## Descripción
Mide 7-11 milímetros de longitud.

## Distribución
Se distribuye por Benín, Burundi, Camerún, Costa de Marfil, Gabón, Ghana, Guinea, Guinea Ecuatorial, Guinea-Bisáu, Liberia, Malaui, Mozambique, Nigeria, Uganda, República Democrática del Congo, República del Congo, Ruanda, Sierra Leona, Tanzania y Togo.